# John Maxwell, 6. Lord Herries of Terregles
John Maxwell, 6. Lord Herries of Terregles († Mai 1631), war ein schottischer Adliger.
Er war der älteste Sohn von William Maxwell, 5. Lord Herries of Terregles und dessen Gattin Catherine Kerr. Beim Tod seines Vaters 1604 erbte er dessen Adelstitel Lord Herries of Terregles und wurde dadurch Mitglied des schottischen Parlaments.
Er heiratete seine Cousine zweiten Grades, Elizabeth Maxwell (1579–1639), Tochter des John Maxwell, 8. Lord Maxwell und der Lady Elizabeth Douglas. Mit ihr hatte er vier Kinder:
- Hon. Elizabeth Maxwell, ⚭ George Seton, 3. Earl of Winton
- John Maxwell, 3. Earl of Nithsdale, 7. Lord Herries of Terregles (1600–1677), ⚭ Elizabeth Gordon
- James Maxwell of Breconside
- Frederick Maxwell, Rektor des Scots Seminary in Madrid, Spanien

Er starb im Mai 1631, ihn beerbte sein ältester Sohn John.